# Gamla stan
Gamla stan és la ciutat vella d'Estocolm a Suècia. Està principalment constituïda de l'illa de Stadsholmen, però s'estira també sobre Riddarholmen i Helgeandsholmen. Gamla stan és igualment anomenada la ciutat entre els ponts.

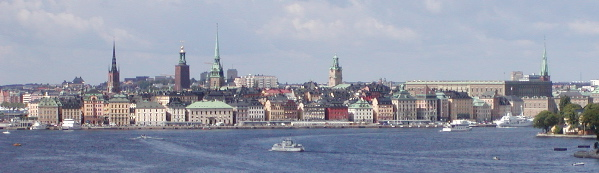
Vista del Gamla Stan des del port

Va ser fundada al segle xiii i actualment està formada de carrers pavimentats i de carrerons d'estil medieval. Els primers habitants de la ciutat eren d'ascendència alemanya, es pot comprovar amb l'arquitectura que en resta.
Stortorget és la plaça pintoresca situada en el centre de Gamla stan. Es poden veure nombrosos comerços així com el vell edifici de la borsa d'Estocolm (Börshuset), seu de l'Acadèmia sueca. Aquesta plaça va ser el lloc del bany de sang d'Estocolm el 1520, quan membres de la noblesa sueca van ser executats sota les ordres del rei danès Christian III. La revolta que va seguir va significar la fi de la unió de Kalmar i el començament de la dinastia de Vasa.

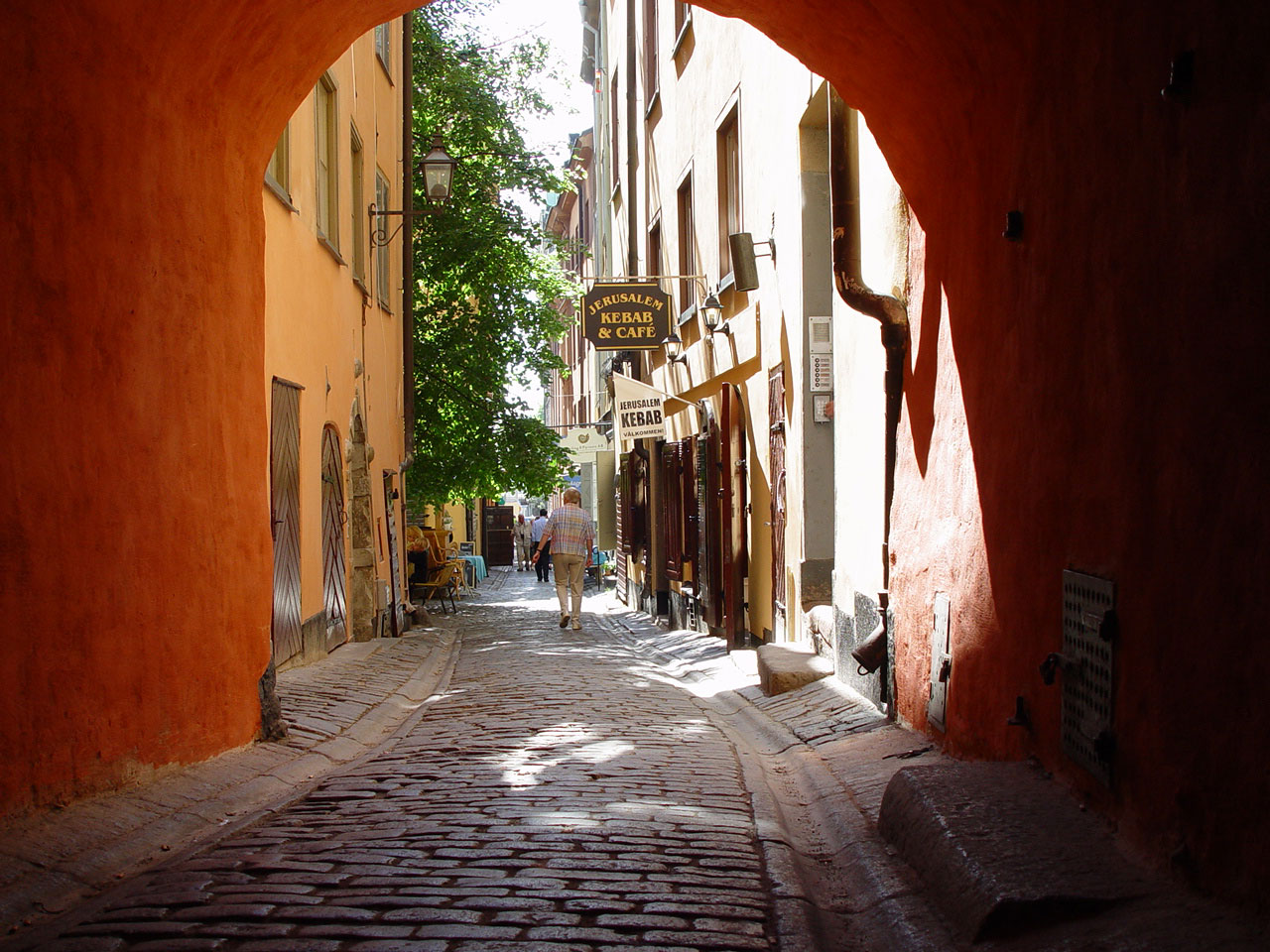
Carrer típic del Gamla Stan

A Gamla stan hi ha nombrosos edificis històrics, religiosos o culturals com el museu Nobel, la casa de la noblesa, la catedral d'Estocolm, l'església de Riddarholmen (Riddarholmskyrkan), l'església alemanya però sobretot el palau reial, construït al segle xviii sobre la runa del precedent palau que s'havia cremat.
Una estàtua de Sant Jordi i el drac realitzada per Bernt Notke es troba a la catedral, mentre que Riddarholmskyrkan és l'església d'enterrament de la monarquia sueca.
Fins fa poc Gamla Stan estava relativament abandonada, molts dels seus edificis històrics es deterioraven. Des de finals del segle xx s'ha fet tanmateix un lloc turístic d'importància, gràcies a l'encant de la seva arquitectura d'estil medieval i del renaixement.